# Oldřich Jelínek
Oldřich Jelínek (* 26. února 1930, Košice) je český malíř, grafik, ilustrátor, karikaturista, tvůrce reklamy a animovaných filmů, výtvarník televizních pořadů a spolupracovník televize.

## Dětství
Oldřich Jelínek se narodil českým rodičům Oldřichu a Jarmile Jelínkovým v Košicích na Východním Slovensku, kam se přestěhovali v období hospodářské krize za prací. Otec (strojní inženýr) zde získal profesorské místo na průmyslové škole. Situace ve společnosti v létě 1938 přiměla rodinu (nejprve matku s dětmi) vrátit se zpět do Čech, do pražského Podolí. Oldřich Jelínek st. ji následoval později, když bylo jeho další působení na průmyslové škole podmíněno přijetím občanství Slovenského štátu.
Oldřich Jelínek ml. byl od dětství fascinován stroji, především letadly a vznášedly všeho druhu, lokomotivami, motocykly, automobily apod., které s otcovou pomocí nejen kreslil, ale snažil se i pochopit princip jejich fungování.
Po návratu ze Slovenska chodil Oldřich Jelínek ml. v Praze do církevní školy sv. Voršily a následně byl přijat na Reálné gymnázium ve Vratislavově ulici, kde se jeho spolužákem stal také Adolf Born. Oba byli posedlí kreslením, navíc měli stejné klukovské zájmy a tak se z nich stali nerozluční kamarádi.

## Spolupráce s Adolfem Bornem
Po ukončení gymnázia byl Oldřich Jelínek v roce 1949 přijat na Vysokou školu uměleckoprůmyslovou v Praze do ateliéru Františka Tichého. Ten však musel školu opustit a Oldřich Jelínek po prvním ročníku také. Svazácká organizace mu „doporučila nápravný pobyt“ v dělnickém prostředí. Po návratu zpět se v druhém ročníku ateliéru Užité grafiky a malby opět setkal s Adolfem Bornem, který mezitím uspěl u přijímacích zkoušek. Jejich pedagog prof. Antonín Pelc byl v roce 1952 jmenován řádným pedagogem na Akademii výtvarných umění (AVU) v Praze a vzal své nejlepší studenty, včetně Jelínka a Borna, bez řádných přijímacích zkoušek s sebou. Od absolutoria (1955) pracoval Oldřich Jelínek jako svobodný umělec.
Jelínek s Bornem se během studií mj. seznámili i se surrealistickou skupinou kolem Egona Bondyho a Ivo Vodseďálka, do jejichž samizdatové edice Půlnoc přispívali ilustracemi (k titulům Korespondenční román Egona Bondyho a Trapná poesie Iva Vodseďálka) i texty (novela Urajt, 1951). Po krátkém působení v literárním undergroundu začali společně pracovat pro tehdejší nakladatelství a periodický tisk. Vedle časopiseckých a knižních ilustrací společně vymýšleli a kreslili karikatury, kreslené vtipy a parodické kreslené seriály. Spolu ilustrovali například dílo Andreje Sergejeviče Někrasova Dobrodružství kapitána Žvanilkina. Od začátku kariéry přispívali do řady časopisů – mj. ABC mladých techniků a přírodovědců, Dikobraz, Pionýr, od konce 50. let 20. století i do deníku Rudé právo. Jejich počet narůstal s rozšiřováním nabídky vydávaných časopisů. Jelínek s Bornem jsou považováni za průkopníky českého kresleného seriálu a stali se předchůdci Káji Saudka v parodování amerického komiksu. Oba byli členy tvůrčí skupiny Polylegran, kterou v roce 1959 založili s dalšími karikaturisty, sdružujícími se okolo časopisu Mladý svět.

## Samostatná tvorba
V 50. letech 20. století se Oldřich Jelínek seznámil s Ludvíkem Švábem, který napsal, s Josefem Škvoreckým a Lubomírem Dorůžkou, pro Pražský dixieland jazzový zájezdový pořad Opravdu blues. Jelínek se stal výtvarníkem a účinkujícím této revue.
Počátkem 60. let 20. století se Jelínek a Born vydali po vlastní cestě. V 60. a 70. letech 20. století Oldřich Jelínek ilustroval knihy pro mládež i pro dospělé, kreslil ilustrace, kreslené vtipy a komiksy do časopisů a novin – Mladý svět, Dikobraz, Plamen, Pionýrská stezka, Větrník/Pionýr, Sluníčko, Mateřídouška, Ohníček, Pionýrské noviny/Sedmička/Sedmička pionýrů, Čtyřlístek, Svět motorů, Věda a technika mládeži, Světová literatura, 100+1 zahraniční zajímavost, Vlasta, Ahoj na sobotu, Kultura, Literární noviny/Literární listy, Mladá fronta, Lidová demokracie, Učitelské noviny ad. Obsáhl téměř celou škálu tehdy vydávaných periodik, jeho výtvarný rukopis nesly obrázky v kalendářích, různých příručkách apod. Výrazně se prosadil se svými volnými grafikami a malbami. Svá díla prezentoval na autorských i kolektivních výstavách doma i v zahraničí.
Oldřich Jelínek se uplatnil i v animovaném filmu a v televizi. Pro Krátký film Praha dělal výtvarníka animovaných snímků Neposlušná písmenka (1964), Krátké spojení (1979) a třináctidílného večerníčku Václava Čtvrtka Příběhy z našeho domu (1976). Po srpnové okupaci, kdy se aktivně zapojil k protestům proti invazi vojsk Varšavské smlouvy do Československa, přijal nabídku spolupracovat na dětském trikovém filmu Der böse Schuh, který se realizoval ve švýcarském Bernu (1968 až 1971). Oldřich Jelínek je autorem doprovodné grafiky k pětidílné televizní hře Československé televize Robinzoni z Kronborgu (1978) a k televizní inscenaci Upír ve věžáku (1979).
Oldřich Jelínek rovněž navrhoval agitační a propagační grafiku, včetně inzerátů a filmových plakátů. Dále vytvořil scénografické návrhy pro Divadlo Josefa Kajetána Tyla v Plzni a maloval scény pro televizní hudební programy, např. pozadí pro koncert Metropolitan Jazz Bandu a pozadí pro písničkové pořady populárních československých zpěváků a zpěvaček.
Oldřich Jelínek byl členem Sdružení českých umělců grafiků Hollar.

## Život v emigraci
V roce 1981 se Oldřich Jelínek rozhodl i s rodinou opustit trvale Československo a usadil se v Mnichově (NSR). V Československu mu komunistický režim nebyl nakloněn, protože ve svých kresbách často zobrazoval západní náměty, cestování za železnou oponu apod., a jeho pozdější karikatury a kreslené vtipy byly kritické k socialistickému zřízení. Normalizační tlak sílil a nabídky ke spolupráci, které pro něj byly už nepřijatelné, bylo stále těžší odmítat. Bylo to pro něj nesnadné rozhodnutí, ale touha být skutečně „svobodným umělcem“, byla silnější. Pražské Artcentrum dokonce ovlivnilo galeristy v Německu a Švýcarsku, kteří dříve Jelínkova díla prodávali, aby od něj nadále už nic nevzali. V případě neuposlechnutí by přišli o šanci prodávat v konkrétní zahraniční galerii někdejší Jelínkovi kolegové – výtvarníci. Za opuštění republiky byl v Československu ve své nepřítomnosti odsouzen k nepodmíněnému dvouletému trestu odnětí svobody a propadnutí veškerého majetku ve prospěch státu. Obrazy, které si Jelínek nemohl vzít do Německa s sebou, se v Československu většinou ztratily.
Oldřich Jelínek se v Německu musel přizpůsobit potřebám trhu – zaměřil se na tvorbu pro reklamní agentury, soukromé firmy a instituce státní správy. Proslavil se reklamní tvorbou, karikaturami a ilustracemi pro německý magazín Computerwoche a ilustracemi knih. Pokud měl méně zakázek na ilustrační a grafickou tvorbu, věnoval se své oblíbené volné tvorbě.
V roce 2016 Oldřich Jelínek věnoval značnou část svého díla z mnichovského období Galerii výtvarného umění v Havlíčkově Brodě a o rok později svůj dar rozšířil i o starší grafickou tvorbu (celkem 214 děl). Většinu svého díla Galerii věnoval podle svých slov proto, aby se na něj doma nezapomnělo. V té době ještě totiž neuvažoval o návratu do České republiky.

## Návrat do vlasti
Oldřich Jelínek se v roce 2021 přestěhoval z Mnichova do Prahy, mj. i proto, že mu bylo navráceno české občanství. Na konci téhož roku byla vydána v nakladatelství Albatros (Praha) široce koncipovaná monografie Oldřich Jelínek Známý – Neznámý (autoři textů: Edgar Dutka, Eva Neumannová, Hana Nováková, Milica Pechánková, Tomáš Prokůpek, Pavel Ryška, 357 stran, ISBN 978-80-00-06235-8). Monografie Oldřich Jelínek Známý – Neznámý, editorů Ondřeje Müllera a Milici Pechánkové, získala nakladatelskou cenu Albatrosu za rok 2021 za významný počin. Poznámka: Existuje publikace s totožným názvem Oldřich Jelínek Známý – neznámý (autoři textů: Eva Neumannová, Tomáš Prokůpek, 86 stran, ISBN 978-80-906447-2-4), která byla vydána v roce 2017 jako katalog k rozsáhlé rekapitulační výstavě v prostorách Galerie výtvarného umění v Havlíčkově Brodě.

## Jelínkova témata
Mezi Jelínkova oblíbená témata, která zobrazuje ve svém díle, patří tanec, hudba (především jazz), ženy, móda, akt, slavné osobnosti, falešná tvář totalitního režimu, cestování (např. zážitky ze Spojených států amerických a Izraele). Jeho dalším velmi oblíbeným tématem je svět techniky a strojů – automobily, letadla, bicykly, balóny, vzducholodě, lokomotivy, motocykly. Navázal tak na tvorbu malíře Kamila Lhotáka, rovněž milovníka strojů, se kterým se přátelil. Mezi jeho tématy se rovněž vyskytují výjevy z cirkusového prostředí, čímž se hlásí k tvorbě svého velkého vzoru Františka Tichého. Kresbami a malbami na téma jazz připomíná odkaz Ludvíka Švába.
Jelínkův styl je precizní a zejména jeho ztvárnění šarmantních dam, parních lokomotiv, starých automobilů a letadel lze řadit ke světové špičce.

## Ocenění
Oldřich Jelínek získal řadu ocenění, např. první cenu za grafiku ve Skopji (1968), Nejkrásnější kniha roku – Praha (1975), Premio Grafico – Bologna (1975, za ilustrace knihy Jaroslava Pacovského Vzduchoplavci, aviatici & piloti). Na jedenáctém ročníku ceny Muriel (v roce 2017) vstoupil Oldřich Jelínek do Síně slávy českého komiksu. V roce 2020 získal Zlatou stuhu za celoživotní přínos literatuře pro děti a mládež.

## Z knižních ilustrací
| - Nikolaj Trublaini: Škuner Kolumbus, Mladá fronta, Praha 1955, společně s Adolfem Bornem. - Lazar Josifovič Lagin: Ostrov zklamání, Mladá fronta, Praha 1955, společně s Adolfem Bornem. - Rudo Moric: Mistr boxerských rukavic, Mladá fronta, Praha 1955, společně s Adolfem Bornem. - Willi Bredel: Vnukové, Naše vojsko, Praha 1956, společně s Adolfem Bornem. - Jiří Brdečka: Kolty bez pozlátka, Mladá fronta, Praha 1956, společně s Adolfem Bornem. - Jiří Štych, Petr Kettner: Osiny za krkem, Mladá fronta, Praha 1956, společně s Adolfem Bornem. - Ralph de Boissière: Korunní klenot, SNKLHU, Praha 1956, společně s Adolfem Bornem. - Eduard Fiker: U tří kufrů, Mladá fronta, Praha 1957, společně s Adolfem Bornem. - Alexandr Borščagovskij: Zmizeli beze stopy..., Svět sovětů, Praha 1958, společně s Adolfem Bornem. - Ladislav Ptáček: Komorní kvartet, Naše vojsko, Praha 1959, společně s Adolfem Bornem. - Andrej Sergejevič Někrasov: Dobrodružství kapitána Žvanilkina, SNDK, Praha 1960, společně s Adolfem Bornem. - Lazar Josifovič Lagin: Patent AW, Svět sovětů, Praha 1960, společně s Adolfem Bornem. - Liljana Todorova Aleksandrova: Jen takové štěstí, Mladá fronta, Praha 1960, společně s Adolfem Bornem. - Adam Hollanek: Katastrofa na slunci Antarktidy, Naše vojsko, Praha 1960, společně s Adolfem Bornem. - Werner Steinberg: Příchod gladiátorů, Naše vojsko, Praha 1962. - Rudo Moric: Smutný Suarez, Šport, Bratislava 1962. - Jaroslav Zrotal: Všichni spravedliví, Naše vojsko, Praha 1962. - Georges Arnaud: Krkolomný sráz, Československý spisovatel, Praha 1963. - Dorothy Sterlingová: Černý kapitán, Mladá fronta, Praha 1963. - Carlo Cassola: Kácení lesa, Československý spisovatel, Praha 1963. - Danilo Dolci: Bandité z Partinika, Mladá fronta, Praha 1963, společně s Adolfem Bornem. - Karel Konrád: Zapfenstreich, Artia, Praha 1963. - Ivan Milan Jedlička: Na mopedu k beduínům: dobrodružství nejmenších motocyklů v horách a pouštích tří světadílů, cestou na Sinaj a k obratníku Raka, Sportovní a turistické nakladatelství, Praha 1964. - Rudolf Kalčík: Bílý list, Naše vojsko, Praha 1964. - Xavier Herbert: Rajské peklo, Svobodné slovo, Praha 1964. - Mária Ďuríčková: Stíhač na galuskách, Mladá fronta, Praha 1965. - Leonid Maksimovič Leonov: Eugenia Ivanovna, Svět sovětů, Praha 1965. - Alexandr Romanovič Běljajev: Člověk obojživelník, Mladá fronta, Praha 1967. - Jan Otčenášek: Romeo, Julie a tma, Československý spisovatel, Praha 1967. - Vitalij Sjomin: Hledá se muž, Svět sovětů, Praha 1967. - James Oliver Curwood: Lovci vlků, SNDK, Praha 1968. - James Oliver Curwood: Zlaté údolí, SNDK, Praha 1968. - Louis Pergaud: Knoflíková válka: román mého 12. roku, Mladá fronta, Praha 1968. - Stefan Heym: Křižáci na západě, Naše vojsko, Praha 1969. - Jerzy Marlicz (Halina Borowikowa): Tajemná jeskyně, Albatros, Praha 1969. - Ed McBain: Prázdné hodiny, Pragopress – ČTK, Praha 1969. - Laurence Payne: Vražda v křídovém lomu, Naše vojsko, Praha 1970. - Pavel Hejcman: V těchto prchavých okamžicích, Mladá fronta, Praha 1971. - Jan Pixa, Pavel Pásek: Brankář bydlí v naší ulici, Olympia, Praha 1971. - Helena Šmahelová, Chrabrovka: Albatros, Praha 1971. - Gustav Hajčík, Čestmír Vašák: Vražda z ofsajdu, Olympia, Praha 1971. - Karel Štorkán: Rodeo, Mladá fronta, Praha 1972. - Georgij Michajlovič Brjancev: Rozsévač smrti, Naše vojsko, Praha 1972. - Georges Simenon: Maigret v akci, Albatros, Praha 1972. - Arkadij Vajner, Georgij Vajner: Dvakrát proti zákonu, Mladá fronta, Praha 1972. - Isaj Kalašnikov: V zajetí tajgy, Albatros, Praha 1972. - Josef Kutík: Balada z černýho asfaltu, Mladá fronta, Praha 1973. - Jurij Vojiščev, Albert Ivanov: Piráti neznámého moře, Albatros, Praha 1973. - Jaroslav Pacovský: Vzduchoplavci, aviatici & piloti, Mladá fronta, Praha 1974. - Gerhard Harkenthal: Cesta přes řeku, Mladá fronta, Praha 1974. - Alexandr Borščagovskij: Utkání smrti, Naše vojsko, Praha 1974. - Ivan Kubišta, Václav Švarc: Purkyně ve Vratislavi, Mladá fronta, Praha 1974. - Vojtěch Cach: Chlapec s klíčkem, Albatros, Praha 1974. - Magda Szabóová: Socha vzdechů, Albatros, Praha 1974. - Stanisław Kowalewski: Stopy bílého měsíce, Mladá fronta, Praha 1975. - Roger Frison-Roche: Msta, Mladá fronta, Praha 1976. - Jules Verne: Závěť výstředníka, Albatros, Praha 1976. - Alexej Nikolajevič Tolstoj: Nikitovo dětství, Albatros, Praha 1976. - Karel Štorkán: Kvočny a král, Mladá fronta, Praha 1976. - Viktoria Hradská: Česká avantgarda a film, Čs. filmový ústav, Praha 1976. - Edgar Collins (Zdeněk Vojtěch Peukert): Strach z odhalení, Vyšehrad, Praha 1976. - Naděžda Naděždinová: Může za to blecha, Albatros, Praha 1976. - Patrick Ryan: Jak jsem vyhrál válku, román vycházel na pokračování v týdeníku Dikobraz od č. 3/1976 do č. 3/1977. - Jaroslav Šikl: Mrtvé komando, Mladá fronta, Praha 1977. - Julian Semjonov: Třetí karta, Naše vojsko, Praha 1977. - Ota Hofman: Odysseus a hvězdy, Albatros, Praha 1977. - Renée Reggianiová: Dobrodružství pod Vesuvem, Albatros, Praha 1977. - Lukáš Luhan: S píšťalou na krysy, Albatros, Praha 1978. - František Kubka: Mnichov, Naše vojsko, Praha 1978. - Zdeněk Pluhař: Kříže rostou k Pacifiku, Československý spisovatel, Praha 1978. - Alexej Azarov, Vladislav Kudrjavcev: Dům bez klíče; Rezident uniká, Mladá fronta, Praha 1978. - Fritz Erpenbeck: Mrtvý na trůně, Svoboda, Praha 1978. - Bohuslav Březovský: Železný strop, Československý spisovatel, Praha 1978. - Herman Melville: Billy Budd, Vyšehrad, Praha 1978. - Helena Hodačová: Prázdniny s Milenou, Mladá fronta, Praha 1979. - Christa Grasmeyerová: Eva a templář, Albatros, Praha 1979. - Joseph Conrad: Srdce temnoty, Vyšehrad, Praha 1980. - Vojtěch Vacke: Sonáta pro zrzku, Mladá fronta, Praha 1980. - Josef Kebza: Letka Sarangan, Mladá fronta, Praha 1980. | - Stanislav Minářík: Automobily 1885/1940, NADAS – Nakladatelství dopravy a spojů, Praha 1980. - Vasilij Terenťjevič Popov: Vlčí doupě, Albatros, Praha 1980. - Frank Arnau: Tiše jako stín, Vyšehrad, Praha 1980. - Oldřich Daněk: Žhářky a požárnice, Československý spisovatel, Praha 1980. - Enzo Russo: Případ Monte Cristo, Svoboda, Praha 1980. - Jan Suchl: Sázka na lásku, Československý spisovatel, Praha 1980. - Edouard Peisson: Vyplul z Liverpoolu..., Albatros, Praha 1981. - Gábor Mocsár: Čtyři naháči a pes, Lidové nakladatelství, Praha 1981. - Jan Trefulka: Velká stavba, Index, Kolín nad Rýnem 1982. - Vladimír Škutina: Daddy (am) im Netz, Bobarts, Curych 1982. - Peter Leukefeld: Das goldene Buch des Humors, Deutscher Bücherbund, Stuttgart 1982. - Peter Leukefeld: Küsschen, Mama! Küsschen, Papa! Euer Baby ist unterwegs!, Heyne, Mnichov 1982, ISBN 978-3-453-01731-3. - Peter Leukefeld: Liebe Mama, lieber Papa, hört mal her!, Heyne, Mnichov 1982, ISBN 978-3-453-01623-1. - Peter Leukefeld: O diese Frauen, O diese Männer, Deutscher Bücherbund, Stuttgart 1982. - Boris Wittig: Hohes Gericht, Ihre Fragen riechen nach Knast!, Deutscher Bücherbund, Mnichov, Stuttgart 1982. - Josef Frolík: Střílející abatyše, Polygon, Curych 1983. - Gerhard Buchner (podle Emanuela Schikanedera a Wolfganga Amadea Mozarta): Die Zauberflöte: für Kinder erzählt, Schneider-Buch, Mnichov 1983, ISBN 978-3-505-08305-1. - Gerhard Buchner (podle Emanuela Schikanedera a Wolfganga Amadea Mozarta): La Flauta magica: contada para los niños, Schneider-Buch, Mnichov 1983, ISBN 978-84-241-5127-0. - Serge Iourienen: Freischütz, Roitman, Mnichov 1983, ISBN 978-3-923510-05-4. - Leonid Zypkin: Sommer in Baden-Baden: aus dem Leben Dostojewskijs, Roitman, Mnichov 1983, ISBN 978-3-923510-03-0. - Jaroslav Gillar, Vladimír Škutina: Zurück ins Paradies, Adam!, Bobarts, Curych 1983. - Ivan Kraus: Číslo do nebe, Konfrontace, Curych 1984. - Arnošt Lustig: Die Ungeliebte: aus dem Tagebuch einer Siebzehnjährigen, Roitman, Mnichov 1984, ISBN 978-3-923510-09-2. - Charles Kingsley: Die Wasserkinder, Schneider-Buch, Mnichov 1984, ISBN 978-3-5050-8748-6. - Gerhard Buchner (podle Karla Sabiny a Bedřicha Smetany): Die verkaufte Braut: für Kinder erzählt, Schneider-Buch, Mnichov 1984, ISBN 978-3-505-08824-7. - James Fenimore Cooper: Der Wildtöter, Schneider-Buch, Mnichov 1984, ISBN 978-3-505-08746-2. - Alexandre Dumas: Der Graf von Monte Christo, Schneider-Buch, Mnichov 1984, ISBN 978-3-505-09011-0. - Tonny Vos-Dahmen von Buchholz: Im Reich der vier Winde. Abenteuer eines Inkajungen, Schneider-Buch, Mnichov 1984, ISBN 978-3-505-08391-4. - Herman Melville: Moby Dick, Schneider-Buch, Mnichov 1984, ISBN 978-3-505-08742-4. - Robert Louis Stevenson: Die Schatzinsel, Schneider-Buch, Mnichov 1984, ISBN 978-3-505-08745-5. - Mark Twain: Tom Sawyer, Schneider-Buch, Mnichov 1984, ISBN 978-3-505-08743-1. - Jules Verne: In 80 Tagen um die Erde, Schneider-Buch, Mnichov 1984, ISBN 978-3-505-08744-8. - Alexandre Dumas: Die drei Musketiere, Schneider-Buch, Mnichov 1984, ISBN 978-3-505-08491-1. - Daniel Defoe: Robinson Crusoe, Schneider-Buch, Mnichov 1984, ISBN 978-3-505-08747-9. - Thomas Drayton: Robin Hood, Schneider-Buch, Mnichov 1984, ISBN 978-3-505-08749-3. - Homer: Die Abenteuer des Odysseus, Schneider-Buch, Mnichov 1984, ISBN 978-3-505-08976-3. - Bernice Kert: Die Frauen Hemingways, Roitman, Mnichov 1984, ISBN 978-3-923510-11-5. - Max Kruse: Du bist schon 6, Schneider-Buch, Mnichov 1985, ISBN 978-3-5050-9130-8. - Friedrich Gerstäcker: Goldfieber im australischen Busch, Schneider-Buch, Mnichov 1985, ISBN 978-3-5050-9125-4. - Marcus Würmli: Hilf der Natur was du selbst tun kannst, Naturalis BHI, Mnichov 1985, ISBN 978-3-88703-008-7. - Victor Martin: Geschworene sind keine Götter, Roitman, Mnichov 1985, ISBN 978-3-923510-13-9. - William Sleator: Das Haus der Treppen, Rowohlt, Mnichov 1986, ISBN 978-3-7026-5554-9. - Eduard Petiška: Der Golem, Jüdische Märchen und Legenden aus dem alten Prag, Roman Kovar, Mnichov 1987, ISBN 978-3-9258-4504-8. - Günter Stein: Katzen, Tomus, Mnichov 1987, ISBN 978-3-8231-0119-2. - Rosemary Sutcliff: Robin Hood, Deutscher Taschenbuch-Verlag, Mnichov 1987, ISBN 978-3-423-70108-2. - Karel Jaromír Erben: Listen, Kids… (Czech Fairy Tales), Kalnoky Press, New Jersey 1989, ISBN 0-9619982-0-2. - Tonny Vos-Dahmen von Buchholz: Nell'impero dei quattro venti, La Scuola, Brescia 1989, ISBN 88-350-8138-6. - Jan Beneš: …tak mě polib… (Kiss me, I am Bohemian), Magnet-Press, Praha 1991, ISBN 80-85434-27-X. - Ben Eliezer: Die besten jüdischen Witze der Welt, Bechtermünz, Eltville am Rhein 1991, ISBN 978-3-927117-75-4. - Karl von Wetzky: Die besten Ärztewitze der Welt, Bechtermünz, Eltville am Rhein 1991, ISBN 978-3-927117-73-0. - Karl von Wetzky: Die besten Ehewitze der Welt, Bechtermünz, Eltville am Rhein 1991, ISBN 978-3-927117-74-7. - Karl von Wetzky: Die besten Juristenwitze der Welt, Bechtermünz, Eltville am Rhein 1991, ISBN 978-3-927117-76-1. - Karl von Wetzky: Die besten schmutzigen Witze der Welt, Bechtermünz, Eltville am Rhein 1991, ISBN 978-3-927117-77-8. - Jan Beneš: Na místě, Mladá fronta, Praha 1992, ISBN 80-204-0255-1. - Ivan Kraus: Číslo do nebe, Marsyas, Praha 1993, ISBN 80-901606-0-3. - Jan Beneš: Balada o Ludimíru, Primus, Praha 1996, ISBN 80-85625-51-2. - Jan Beneš: Americký pitaval: reportáž o zemi, kde pozítří dosud neznamená předevčírem, Český spisovatel, Praha 1997, ISBN 80-202-0660-4. - Štěpán F. Kadlec: Setkání a hovory, Společnost pro vědy a umění v Mnichově, Mnichov 1997. - Jan Beneš: Moji výbušní zlotvoři (vyprávění nikoli právě jen o automobilech), Votobia, Praha 2001, ISBN 80-7220-118-2. - Ivan Cikl, Ladislav Pavlík: Setkání a hovory: 1997–2004, S.V.U. – Deutschland, Mnichov 2004. - Arthur Conan Doyle: Kapitán Žralock, Albatros, Praha 2020, ISBN 978-80-00-05950-1. |

Vedle Jelínkových knižních ilustrací si zaslouží pozornost i jeho ilustrace detektivních povídek. Např. v časopise 100+1 zahraniční zajímavost ilustroval v 70. letech 20. století povídky uznávaných zahraničních autorů:
- Erle Stanley Gardner: Případ křičící vlaštovky
- Ed McBain: Stalo se jedné noci (příběh 87. revíru)
- Rex Stout: Plášť do deště, Ošidné doutníky
- Emma Orczyová: Tři příběhy Člověka z kouta, Záhada Fenchurchské ulice, Záhada vojenské blůzy, Záhada markthwaitského vřesoviště
- Dorothy L. Sayersová: Muž, který neměl obličej, V bludišti, Kočka v pytli, Fontána je okrasa.[32]

## Publikace s kresleným humorem a komiksy
Společné kreslené vtipy Jelínka a Borna zařadil Jaroslav Malák do knihy Vesele o sportu (STN – Sportovní a turistické nakladatelství, Praha 1959). Kreslený humor Oldřicha Jelínka vyšel v knize Beze slov (kolektiv autorů, Mladá fronta, Praha 1960) a v katalogu Být či nebýt (kolektiv autorů, Krajské nakladatelství, Havlíčkův Brod 1961). Do tří knih Veselé čtení (kolektiv autorů, SNPL – Státní nakladatelství politické literatury, Praha 1960, 1961, 1962) byly zařazeny kreslené vtipy Oldřicha Jelínka i společné kreslené vtipy a komiks Jelínka a Borna. Redaktor Dikobrazu Evžen Seyček zařadil ukázky kresleného humoru Oldřicha Jelínka do publikace ČSRaritäten (Eulenspiegel-Verlag, Berlín 1960). V roce 1989 byla v Mnichově vydána publikace s výběrem Jelínkových karikatur z německého magazínu Computerwoche: Die besten Cartoons von Oldrich Jelinek (Oldřich Jelínek a Dieter Eckbauer, IDG Communications Verlag). Dva kreslené vtipy a medailonek o Oldřichu Jelínkovi zařadil Ivan Hanousek do katalogu Prazdroj českého kresleného humoru (pro Plzeňský Prazdroj vydala NAVA, Plzeň 2005, ISBN 80-7211-194-9).
Komiksy Oldřicha Jelínka vyšly v knize Jaroslava Foglara Kreslené seriály Jaroslava Foglara, (kolektiv autorů, nakladatelství Šebek-Pospíšil, Mladá Boleslav 1990, ISBN 80-85210-02-9).

### Literární zdroje
- RYŠKA, Pavel. Karikaturisti: Polylegran a obrazový humor 60. let. Praha: Paseka, 2018. 175 s. ISBN 978-80-7432-905-0.

- RYŠKA, Pavel; ŠRÁMEK, Jan. Pionýři a roboti: Československá ilustrace a vizuální kultura 1950-1970. Praha: Paseka, 2016. 159 s. ISBN 978-80-7432-745-2.

- MALÝ, Zbyšek. Slovník českých a slovenských výtvarných umělců 1950–1999, sv. 4, CH – J. Ostrava: Výtvarné centrum Chagall, 1999. 341 s. ISBN 80-86171-04-3. S. 221.

- ŠEFLOVÁ, Ludmila. České a slovenské knihy v exilu: Bibliografie 1948–1989. Praha: ČSDS (Československé dokumentační středisko), 2008. 544 s. Dostupné online. ISBN 978-80-904228-3-4. S. 123, 206, 393.

- KOŘÍNEK, Pavel; PROKŮPEK, Tomáš; FORET, Martin, JAREŠ, Michal. Dějiny československého komiksu 20. století, sv. 3 Rejstříky. Praha: Akropolis, 2014. 87 s. ISBN 978-80-7470-061-3.

- HULTSCH, Anne; POKORNÁ KORYTAROVÁ, Lenka; KUBÍČEK, Tomáš. Česká literatura v německých překladech (1989–2020). Brno: Moravská zemská knihovna v Brně, 2022. 735 s. Dostupné online. ISBN 978-80-7051-321-7. S. 258, 702.